# Cesare Maldini
Cesare Maldini (Trieste, 5 de fevereiro de 1932 — Milão, 3 de abril de 2016) foi um jogador de futebol do Milan e da seleção italiana de futebol e também treinador. É pai do também ex-jogador Paolo Maldini.

## Carreira

### Como jogador
Cesare Maldini fez parte do elenco da Seleção Italiana de Futebol na Copa do Mundo de 1962, no Chile, ele fez duas partidas.[carece de fontes?] Com a camisa do Milan, o ex-zagueiro foi o responsável por levantar o título da Taça dos Clubes Campeões Europeus em 1963, o primeiro da história da antiga versão da Liga dos Campeões do futebol italiano, após vitória do Milan sobre o Benfica em Wembley.

### Treinador
Foi treinador de alguns clubes, mas destacou-se na Seleção Italiana de Futebol, disputando a Copa do Mundo de 1998, e na Seleção Paraguaia de Futebol, ao disputar a Copa do Mundo de 2002.

## Títulos

#### Como jogador
Milan
- Campeonato Italiano: 1954–55, 1956–57, 1958–59 e 1961–62
- Liga dos Campeões da UEFA: 1962-63
- Trofeo Luigi Berlusconi: 1996 e 1997

#### Como treinador
Milan
- Recopa Europeia: 1972—73
- Coppa Italia: 1972—73

Seleção Italiana Sub-21
- Campeonato Europeu de Futebol Sub-21: 1992, 1994, 1996